# 李予信
李予信（英語：Lee Yue-shun，1993年8月18日—），前香港東區區議會錦屏選區議員，前公民黨執行委員會成員（政策倡議）及註冊社工，前北炮同盟成員。

## 簡歷
李予信早年就讀迦密唐賓南紀念中學，曾經留班、升讀副學士，後來升到中大社會系，再轉讀社工。轉讀社工系的原因簡單，因為對青年工作有幻想，一起跳街舞的夥伴亦有不少是「外展仔」的邊緣青年。
他亦愛跳街舞，學習街舞已10年的李2018年底更在中大校内跳舞比賽奪冠。

## 參政經歷
李予信在2016年立法會選舉時替公民黨助選，遂開始落區。鄭達鴻成功在丹拿成為公民黨第一名北角區議員。他們在區內的傳單和海報均印上二人樣貌作宣傳。2019年，民建聯蔡素玉不再在錦屏競選連任，並由洪志傑出選。最終，李予信以3,113票險勝洪志傑的3,027票，成為錦屏第一位民主派區議員。於2021年3月2日退出公民黨，并删除社交媒體。

## 議會問政

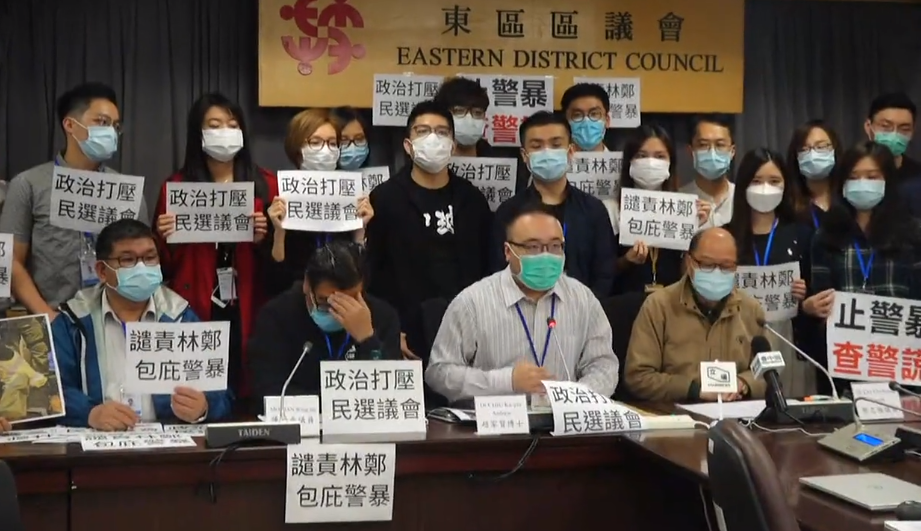
2020年3月10日，東區民主派議員譴責警務處不尊重民選議會 拒派員出席檢警會會議

### 便衣警喬裝區議會工作人員 推撞議員
2020年3月3日，東區區議會「監察警方執法及行動特別委員會」中，警務處派出東區指揮官韋志達及東區警民關係主任胡敏怡出席，不過討論「監警委員會」議程後，韋志達突然以自己「不合適」在場為由離開。有關舉動引起部分議員不滿，拿出「止警暴，查警謊」的標語追出會議室，意圖阻止韋離開。數名掛上「工作人員」證件人士突然從後門進入，護送指揮官離開。區議員質疑他們是便衣警員，但被反問「你係邊個？」，公民黨東區區議員李予信稱被警員推撞。

### 政府突取消監警會會議
2020年3月10日，東區區議會原定舉行「檢視警方執法及行動特別委員會」第三次會議，討論多項與反送中運動相關議案，包括要求警方交代8月5日晚上北角衝突中的警力問題、在11月在柴灣發射多次催淚彈的原因、於太古城和西灣河的執法行動等事件。不過民政處在會議當日早上突然向委員會成員發出電郵，稱會議的職權範圍「可能涉及全港性執法事宜」和「收到高層命令」而宣布取消會議。警務處也拒絕派員出席。區議會26名民主派議員批評警權凌駕區議會職能，政府高層打壓區議會。

## 涉民主派初選案
2021年1月，李予信與另外46名參與2020年香港立法會選舉民主派初選的民主派人士被香港警務處國家安全處以涉嫌違反《港區國安法》串謀顛覆國家政權拘捕。法庭考慮到李予信仍任職區議員，批准其獲准保釋。李表示不認罪。
2024年5月30日，李予信與劉偉聰被香港高等法院裁定串謀顛覆國家政權罪罪名不成立，獲得釋放。而律政司並未有對其無罪裁決作出上訴，因此也成為《港區國安法》生效以來，首名罪名不成立的被告。

## 外部連結
- 李予信的Facebook專頁

| 議會席位      | 議會席位                                | 議會席位    |
| ------------- | --------------------------------------- | ----------- |
| 前任： 蔡素玉 | 東區區議會錦屏選區 2020年—2021年8月31日 | 繼任： 懸空 |